# Пам’ятник жертвам Корюківської трагедії 1-2, 9 березня 1943 року
Пам'ятник жертвам Корюківської трагедії 1-2, 9 березня 1943 року — пам'ятка історії місцевого значення у Корюківці.

## Галерея

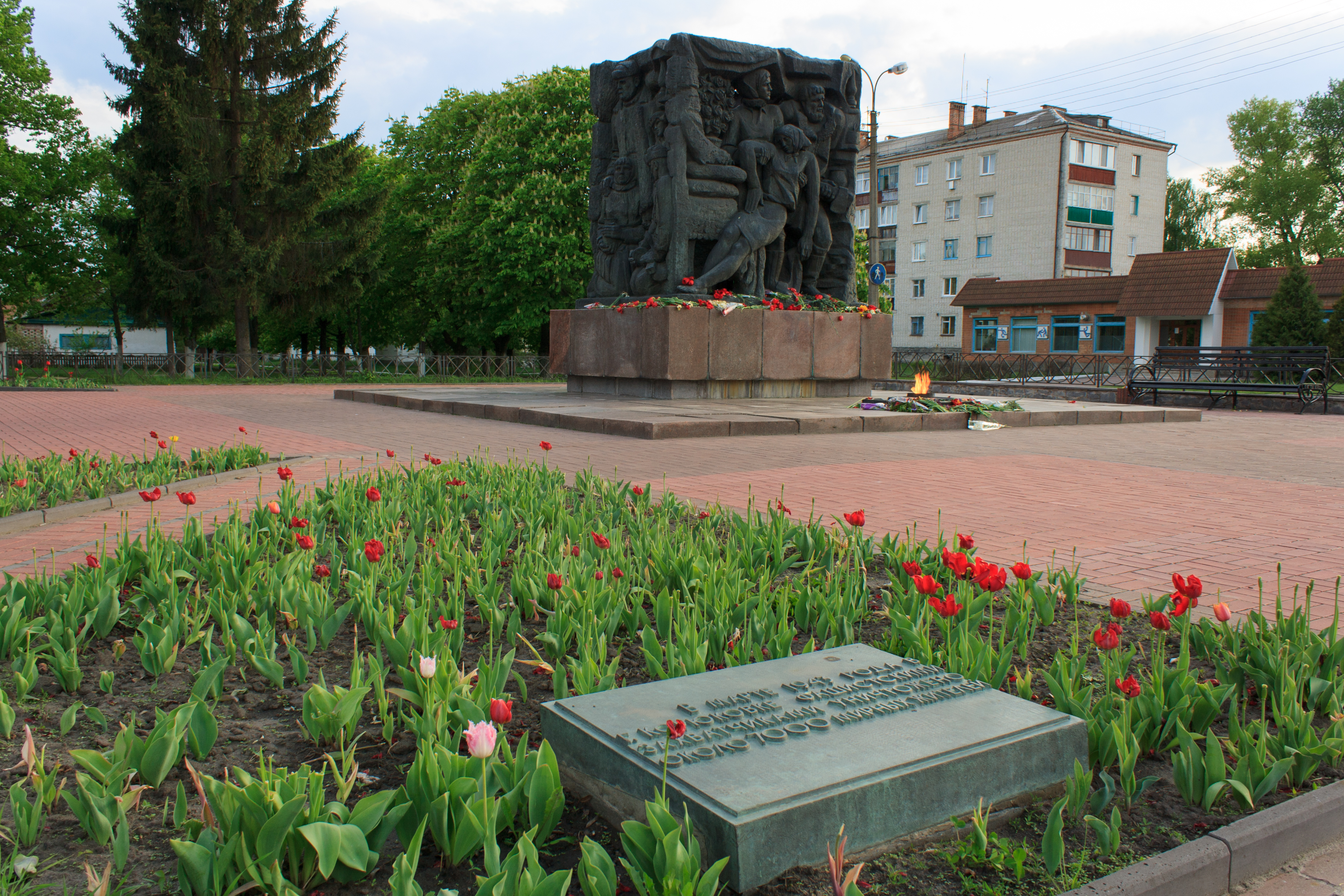
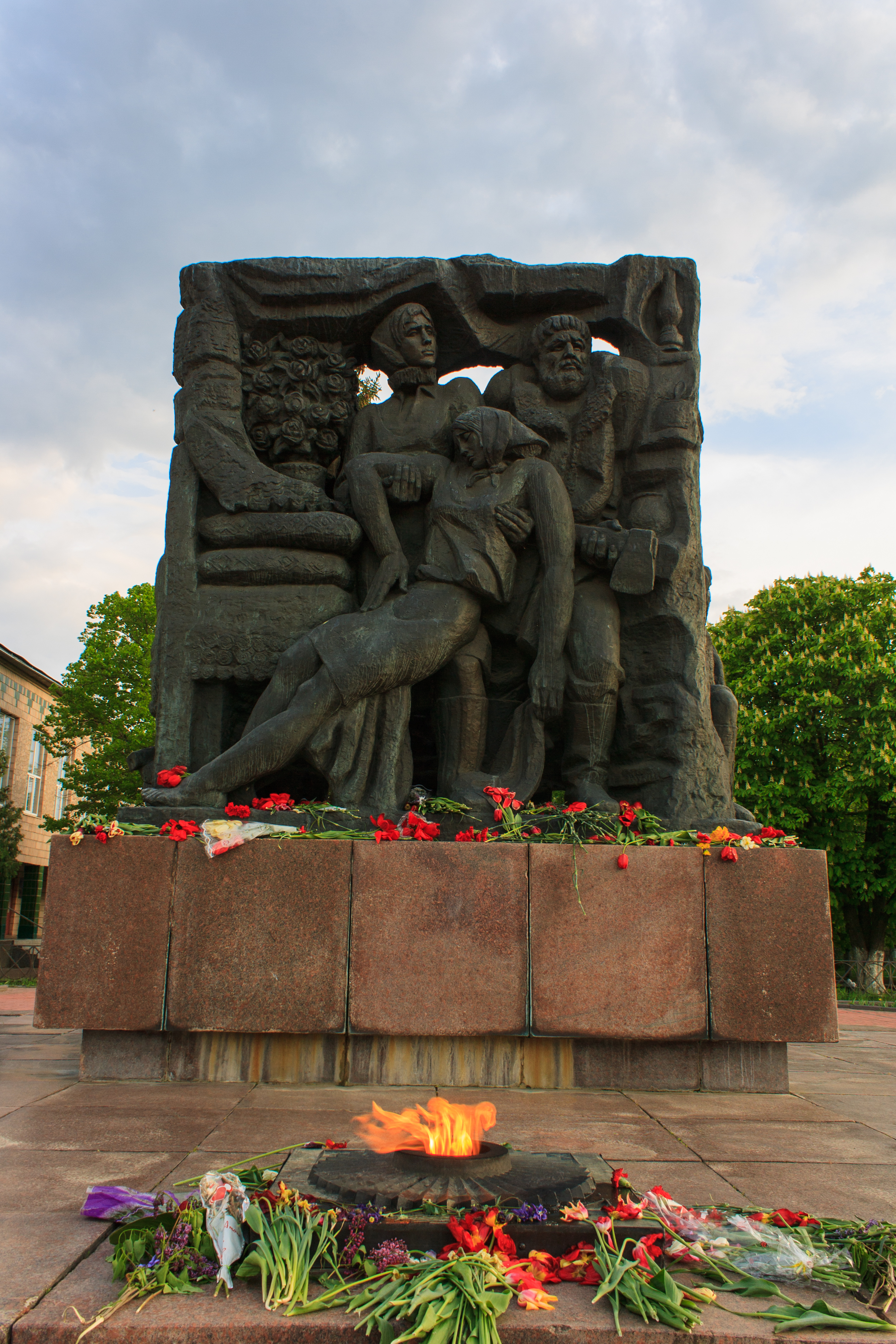
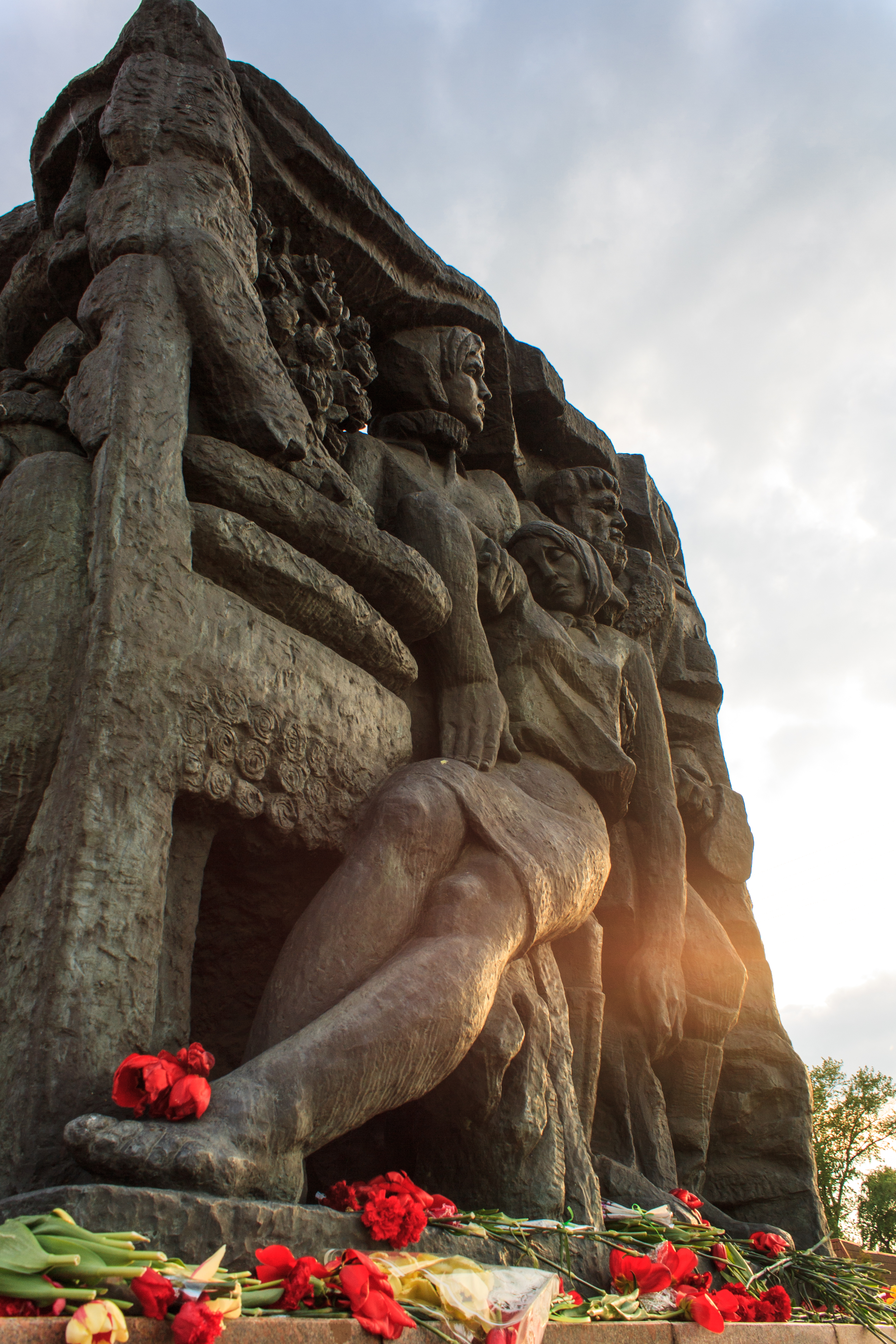

## Історія
Рішенням виконкому Чернігівської обласної ради народних депутатів трудящих від 31.05.1971 № 286 надано статус «пам'ятник історії місцевого значення» з охоронним № 894 під назвою «Меморіал на честь опору населення фашистам».
8 листопада 2023 року рішенням Консультативної ради з питань охорони культурної спадщини при Департаменті культури і туризму, національностей та релігій облдержадміністрації «Меморіал на честь героїчного опору жителів Корюківщини німецько-фашистським загарбникам» перейменовано на «Пам'ятник жертвам Корюківської трагедії 1-2, 9 березня 1943 року».

## Опис
У роки Другої світової війни Корюківка була одним із центрів партизанської боротьби проти німецьких загарбників. Тут періодично базувався Чернігівський підпільний обком партії, діяв підпільний райком партії. У грудні 1941 і в березні 1943 року окупанти знищили понад 7 тисяч жителів (Корюківська трагедія) — наймасовіша розправа над мирним населенням під час Другої світової війни, спалили 1390 будинків.
Меморіал споруджений у центрі Корюківки 1977 року. Пам'ятник є бронзовою скульптурною композицією (заввишки 4,88 м), встановленою на постаменті з полірованого червоного граніту. Біля пам'ятнику горить Вічний вогонь. Біля стилобату на гранітній плиті висічено напис: «Пам'ятник споруд на честь героїчного опору корюківчан німецько-фашистським загарбникам у 1943 році». Автори: скульпторка — Інна Коломієць, архітектор — А. Д. Корнєєв.